# Le Chalet
Le chalet és una òpera en un acte composta per Adolphe Adam sobre un llibret francès d'Eugène Scribe i Mélesville, basat en el singspiel Jery und Bätely de Goethe. S'estrenà al Teatre Nacional de l'Opéra-Comique de París el 25 de setembre de 1834.

## Origen i context
La partitura reutilitza material de la cantata del mateix Adam Ariane a Naxos (1825), amb la qual va obtenir el Prix de Rome. El text del singspiel havia estat musicat anteriorment per Winter, 1790 i Kreutzer, 1810, i posteriorment per Donizetti, 1836 i Rietz, 1840.

## Representacions
L'obra va tenir una llarga i reeixida carrera a l'Opéra-Comique. Va aconseguir la seva representació núm. 500 al 1851, la núm. 1.000 al 1873 i la 1.500 al 1922 amb Miguel Villabella com a Daniel.